# Severní Chan
Říše Severní Chan (čínsky pchin-jinem Běi Hàn, znaky zjednodušené 北汉, tradiční 北漢) byla v letech 951–979 jedním ze států období Pěti dynastií a deseti říší. Rozkládala se v moderní provincii Šan-si. Vznikla roku 951, začátkem toho roku provedl generál čínského původu Kuo Wej státní převrat v severočínské říši Pozdní Chan a prohlásil se císařem říše Pozdní Čou. Liou Min, ťie-tu-š’ v Che-tungu (severním a středním Šan-si), neuznal svržení svého synovce, císaře říše Pozdní Chan, prohlásil se jeho nástupcem, císařem říše Chan a nadále vládl nezávisle. Historikové pro odlišení od jiných států jménem Chan dali jeho státu jméno Severní Chan. Liou Min zemřel roku 954, jeho potomci vládli v Šan-si do roku 979 za stálých bojů se severočínskými říšemi Pozdní Čou a Sung, přičemž se opírali o pomoc kitanské říše Liao. Sungové roku 979 po několika neúspěšných pokusech uspěli a dobyli Severní Chan.

## Historie
Ke konci říše Tchang její vláda poskytla větší pravomoci regionálním vojenským guvernérům ťie-tu-š’. Povstání Chuang Čchaoa (874–884) ještě více oslabilo autoritu tchangské vlády a v následujících desetiletích ťie-tu-š’ spravovali svěřená území prakticky nezávisle. V severní Číně v Šan-si vzniklo polonezávislé knížectví turkických kmenů Šato, které podporovaly tchangskou vládu. Po jejím pádu se Šatoové postavili proti říši Pozdní Liang, v boji proti níž do roku 923 zabrali většinu severní Číny a obnovili říši Tchang; pro odlišení od svého vzoru získal jejich stát od historiků označení Pozdní Tchang. Říše Pozdní Tchang však nebyla vnitřně stabilní, roku 936 povstal generál Š’ Ťing-tchang, s pomocí kitanské říše Liao svrhl tchangského císaře Li Cchung-kchea sám se stal císařem říše Pozdní Ťin. Ťinský císař byl závislý na Kitanech, po několika letech se však vzájemné vztahy zhoršily a roku 943 začala válka, která po třech letech vyústila v dobytí ťinského hlavního města – Kchaj-fengu – a zánik ťinského státu. Sever Číny však Kitané drželi jen krátce, jejich císař zemřel roku 947 na cestě domů a proti Kitanům vypuklo povstání v čele se šatoským ťie-tu-š’ tchajjüanské oblasti Liou Č’-jüanem, který se roku 947 prohlásil císařem říše Pozdní Chan.
Říše Pozdní Chan vydržela jen necelé čtyři roky. Začátkem roku 951 se vzbouřil čínský generál Kuo Wej, svrhl Liou Č’-jüanova syna Liou Čcheng-joua, prohlásil se císařem dynastie Pozdní Čou a ovládl většinu severní Číny. V Tchaj-jüanu se však císařem říše Chan prohlásil Liou Min, Liou Č’-jüanův bratr a ťie-tu-š’ Che-tungu, a udržel se proti pozdněčouským útokům. Svůj stát prohlašoval za pokračování říše (Pozdní) Chan, pro odlišení od ní a od jiných států jménem Chan je jeho stát historiky nazýván Severní Chan.
Liou Min a jeho nástupci se bránili invazím Pozdní Čou a od roku 960 útokům říše Sung, která Pozdní Čou nahradila. Ovládali pouze nevelké území, proto spoléhali na pomoc kitanské říše Liao. Udrželi se téměř tři desetiletí, za cenu vysokého zatížení obyvatelstva odvody a daněmi nutnými k pokračování válek. Až roku 979 byla sungská ofenzíva úspěšná, Tchaj-jüan padl a říši Severní Chan Sungové začlenili do svého státu.

## Panovníci
| Jméno                       | Jméno          | Jméno                                          | Portrét | Narození Úmrtí | Vláda   | Éra vlády                                              |
| posmrtné                    | chrámové       | příjmení a osobní jméno                        | Portrét | Narození Úmrtí | Vláda   | Éra vlády                                              |
| --------------------------- | -------------- | ---------------------------------------------- | ------- | -------------- | ------- | ------------------------------------------------------ |
| Šen-wu chuang-ti 神武皇帝   | Š’-cu 世祖     | Liou Min (劉旻), původně Liou Čchung ( 劉崇)   |         | 895–954        | 951–954 | –                                                      |
| Siao-che chuang-ti 孝和皇帝 | Žuej-cung 睿宗 | Liou Ťün (劉鈞), nebo Liou Čcheng-ťün (劉承鈞) |         | 926–968        | 954–968 | – Tchien-chuej (天會, 957–973)                         |
| –                           | –              | Liou Ťi-en 劉繼恩                              |         | ?–968          | 968     | Tchien-chuej (天會, 957–973)                           |
| Jing-wu-ti 英武帝           | –              | Liou Ťi-jüan 繼元                              |         | ?–992          | 968–979 | Tchien-chuej (天會, 957–973) Kuang-jün (廣運, 974–979) |
| Vysvětlivky 1.              |                |                                                |         |                |         |                                                        |

Liou Ťi-en je znám jako Sesazený císař Severní Chan (北漢廢帝, Pej Chan Fej-ti), nebo Mladý vládce Severní Chan (北漢少主, Pej Chan Šao-ču).